# Hluboké jezero (Orlice)
Hluboké jezero je vodní plocha o rozloze 0,55 ha vzniklá jako pozůstatek mrtvého ramene řeky Orlice po provedení regulace Orlice  v dvacátých letech 20. století. Nachází se asi 1 km severovýchodně od Malšovického jezu a je využívána jako mimopstruhový rybářský revír.

## Galerie

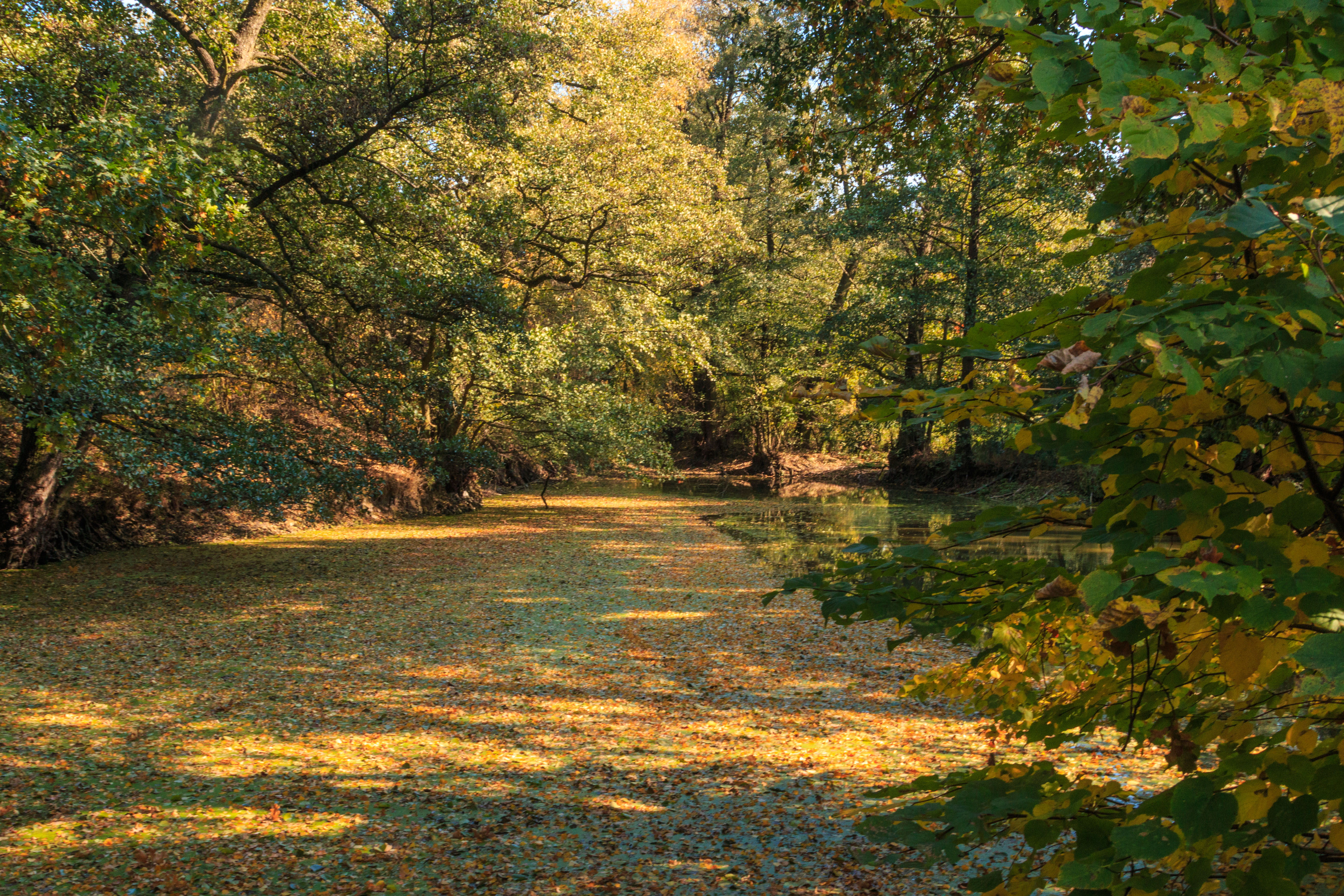
Hluboké jezero - mrtvé rameno řeky Orlice
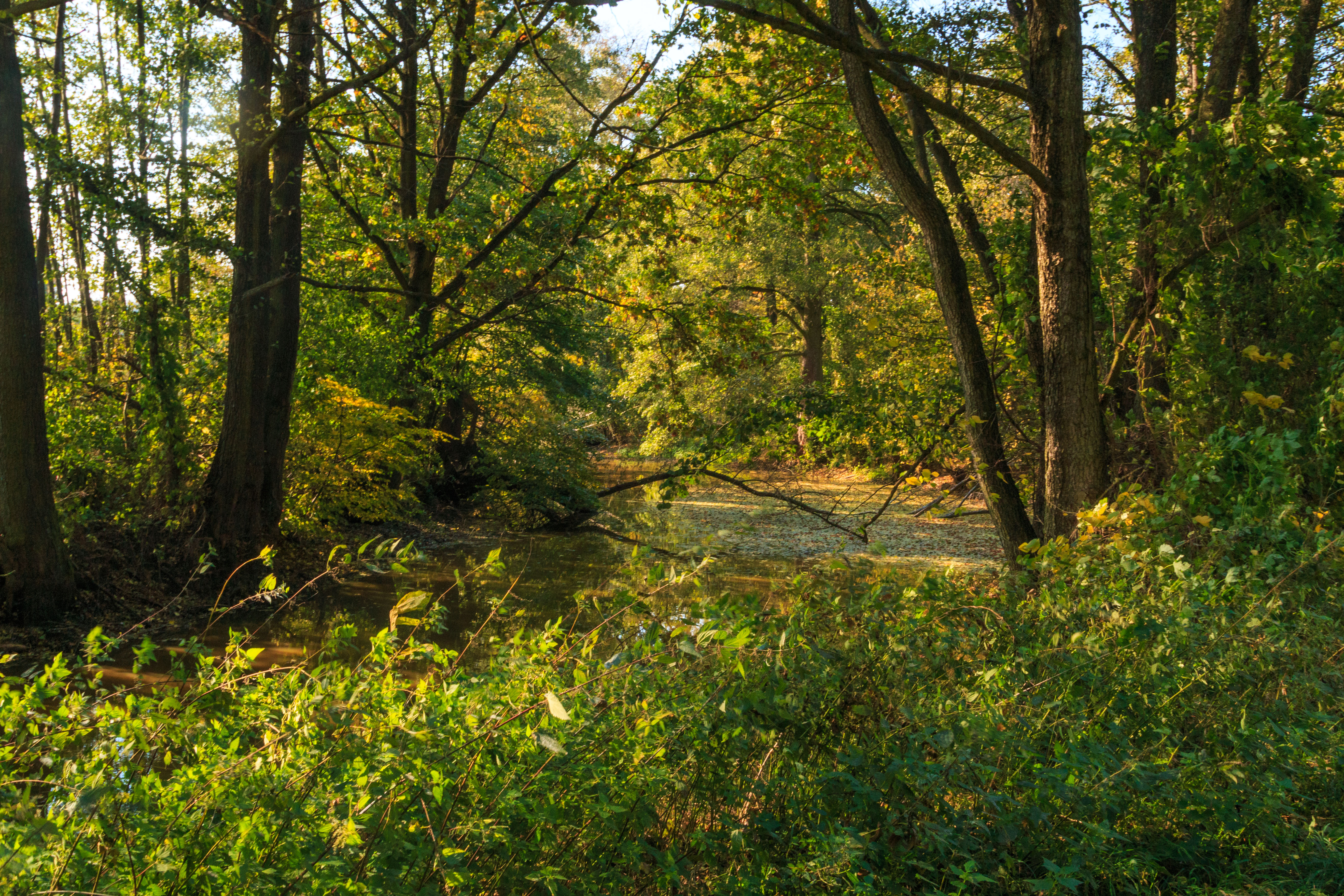
Hluboké jezero - mrtvé rameno řeky Orlice
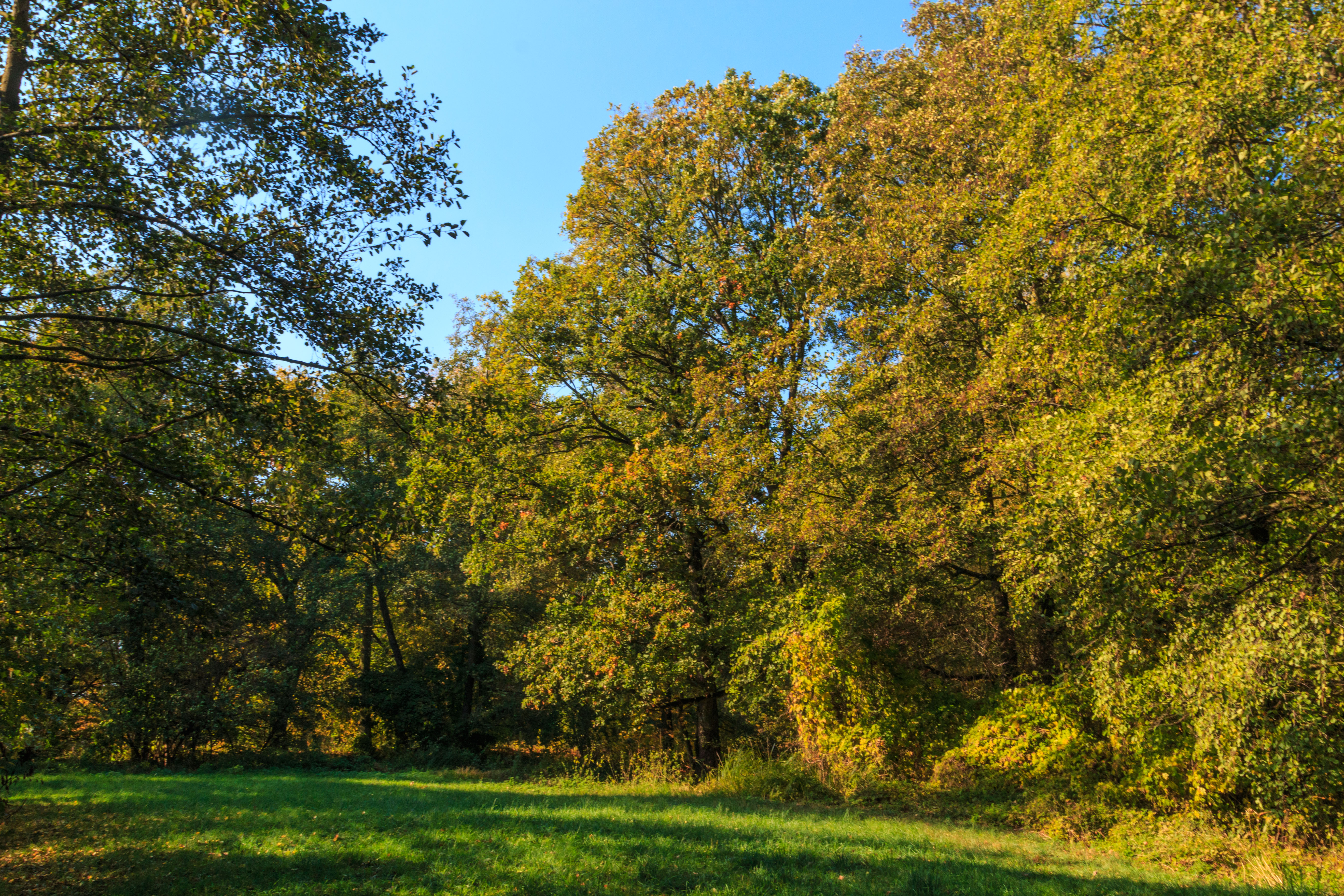
Hluboké jezero - mrtvé rameno řeky Orlice
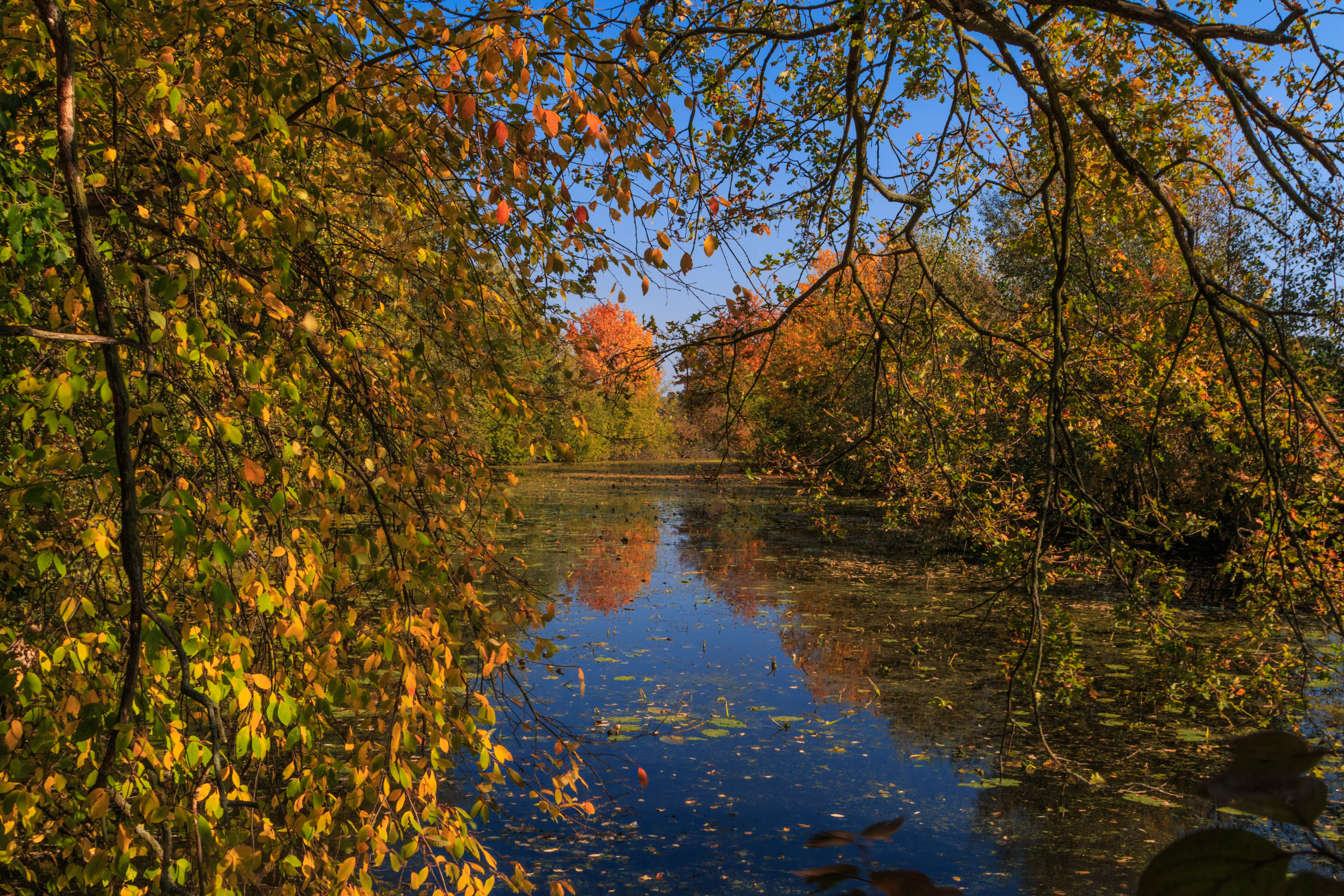
Hluboké jezero - mrtvé rameno řeky Orlice